# Maison du bailli à Charleroi
Pour les articles homonymes, voir Maison du bailli.
La « maison du Bailli », est une maison datant de la fin du XVIIIe siècle située à Charleroi, en Belgique. Elle est nommée ainsi en référence à la fonction administrative et de représentant de justice exercée par un notable qui l'occupait.

## Histoire

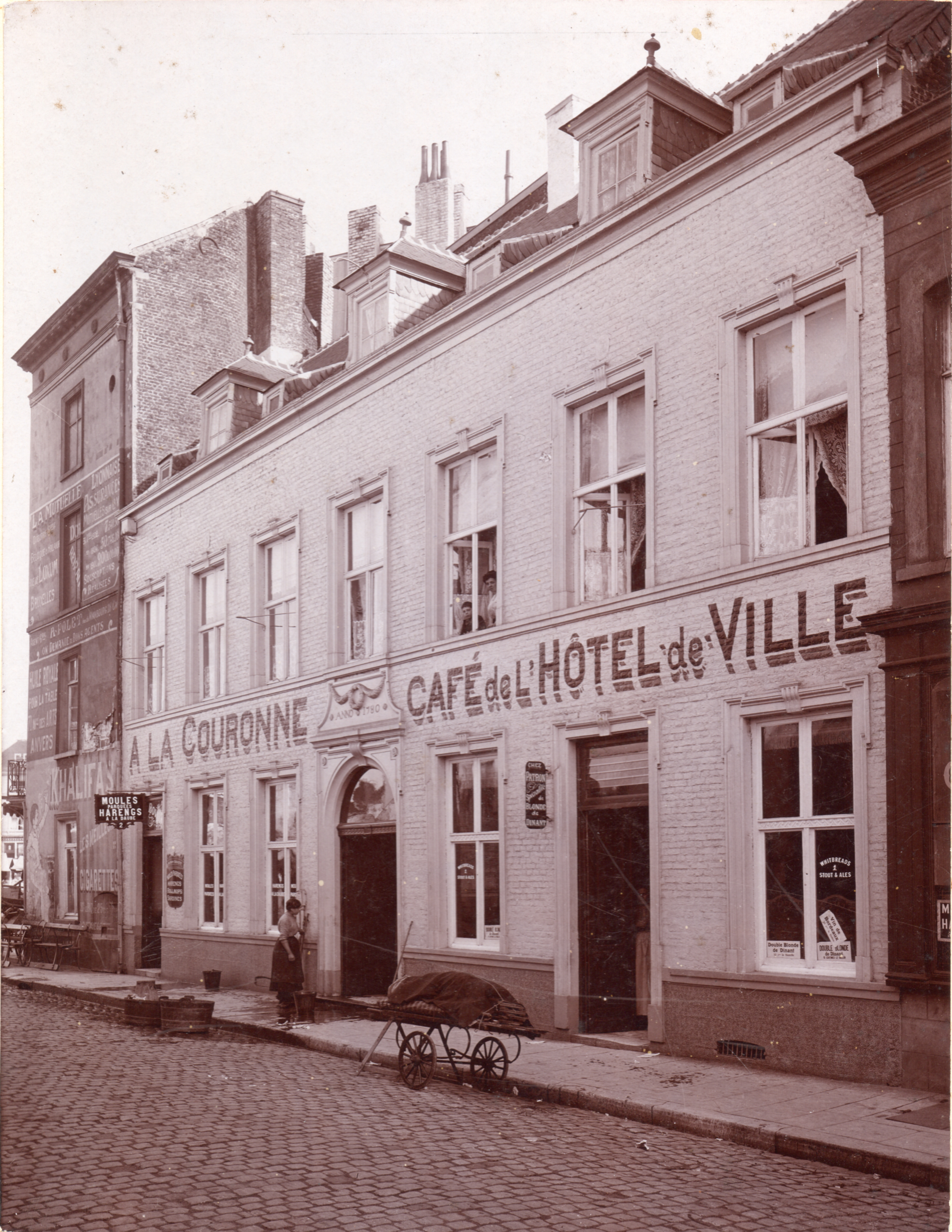
La maison au début du XXe siècle.

Traditionnellement mise en lien avec la famille Desandrouin,, la maison préexistante fut remaniée en 1780 par son propriétaire Jean-Nicolas François, négociant, alors mayeur de la ville haute de Charleroi. Sa fille, Marie-Agnès, épouse du médecin Henry-Louis Binard, hérite de la maison en 1801.
Durant le XIXe siècle, le bâtiment est loti en deux demeures qui au fil du temps connaissent diverses affectations notamment une pharmacie-droguerie, un débit de moules-frites, « À la Couronne », et diverses enseignes de bistrots : « À la Girafe », « Chez Patron » (Café de l'Hôtel de Ville). Le dernier en date est le café-concert « Le Barbuze » bien connu des noctambules carolorégiens des années 1980.
Le bâtiment est classé en 1989 et acheté par la Ville de Charleroi qui a l'intention d'y installer une « Maison de la Communication ». Le projet avorte faute de moyens et c'est finalement la Région wallonne qui acquiert l'endroit en 1996. Elle le fait restaurer par l'architecte Jean-Michel Autenne, qui construit une extension donnant sur la rue de France, pour y installer l'« Espace Wallonie », un centre d'information et d'accueil. 
Dans un patio intérieur en métal et en verre se trouve une œuvre en bois laqué monochrome rouge de Marc Feulien, « L'arc ».

## Architecture
La maison est construite en brique et pierre calcaire. La façade comporte deux niveaux sur un soubassement de pierres de taille, et sept travées. Édifiée à la fin du XVIIIe siècle durant la période autrichienne, elle est de style Louis XVI et présente les caractéristiques de l'esthétique française : façade enduite, travées symétriques, bandeaux horizontaux. La porte, centrée, est encadrée de pierre de taille moulurée et datée de 1780. À l'intérieur se trouvent un escalier de bois sculpté et une salle décorée de stucs figurants les quatre saisons.

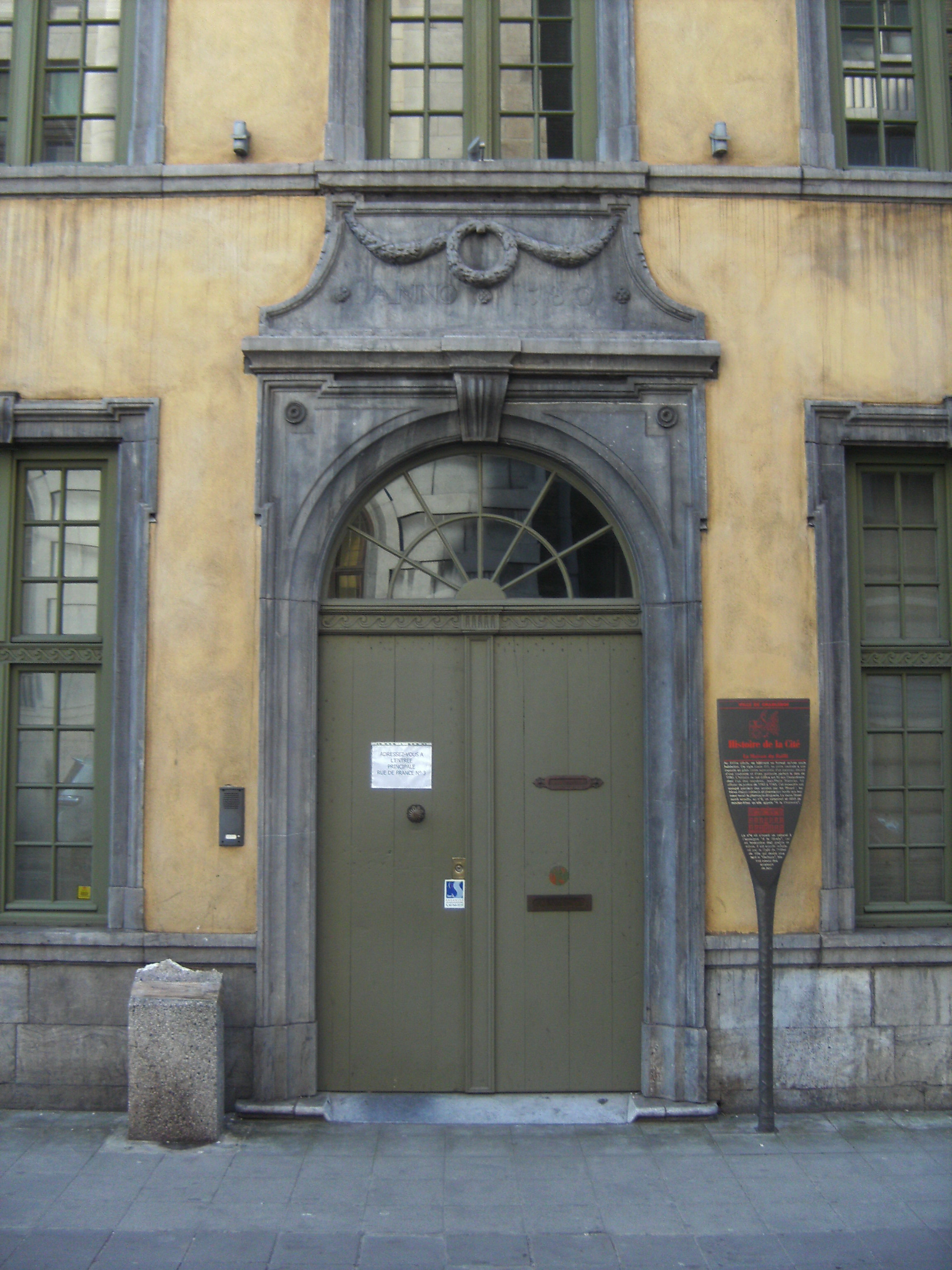
Porte d'entrée.
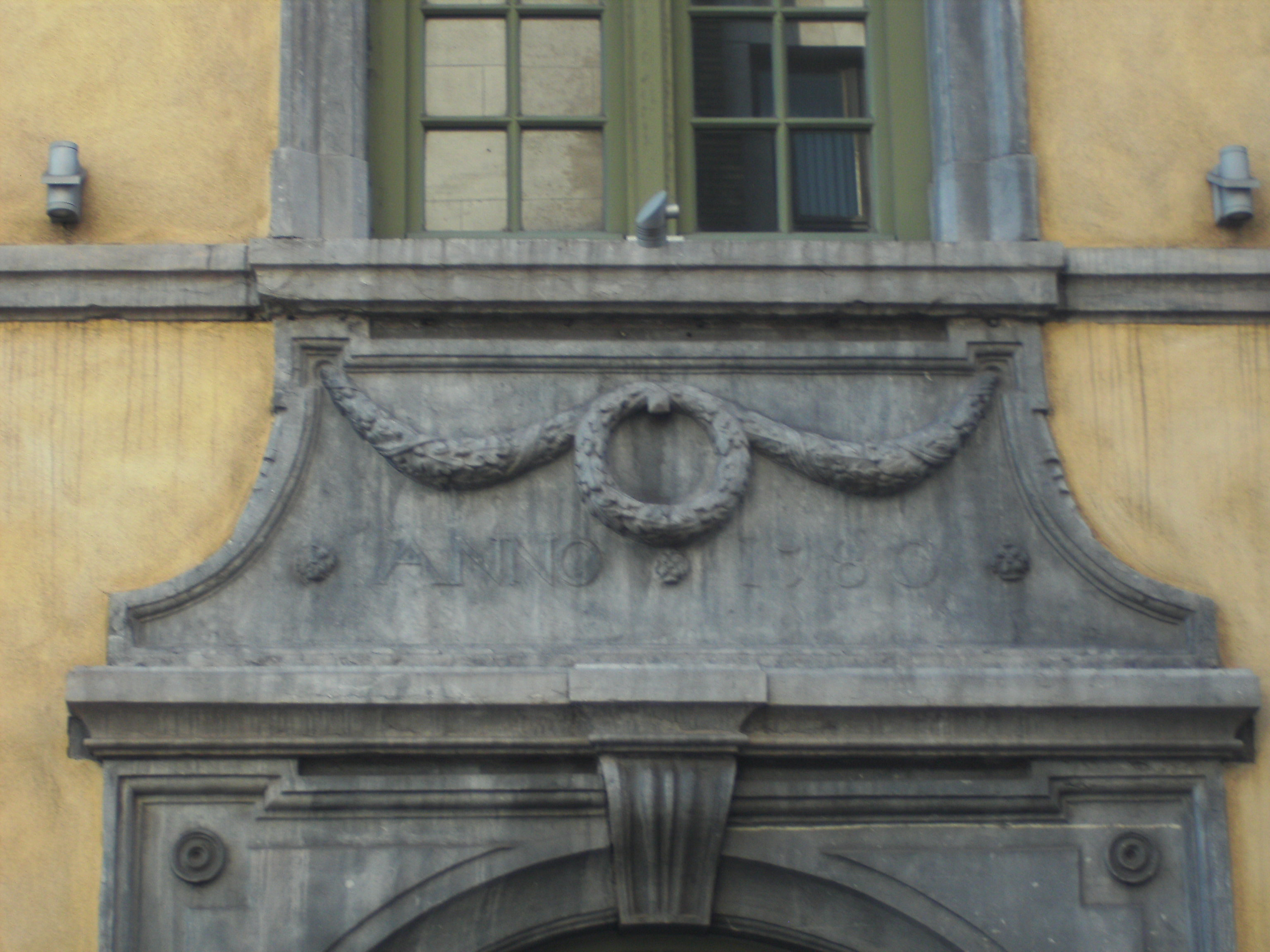
Détail avec la date au-dessus de la porte d'entrée.
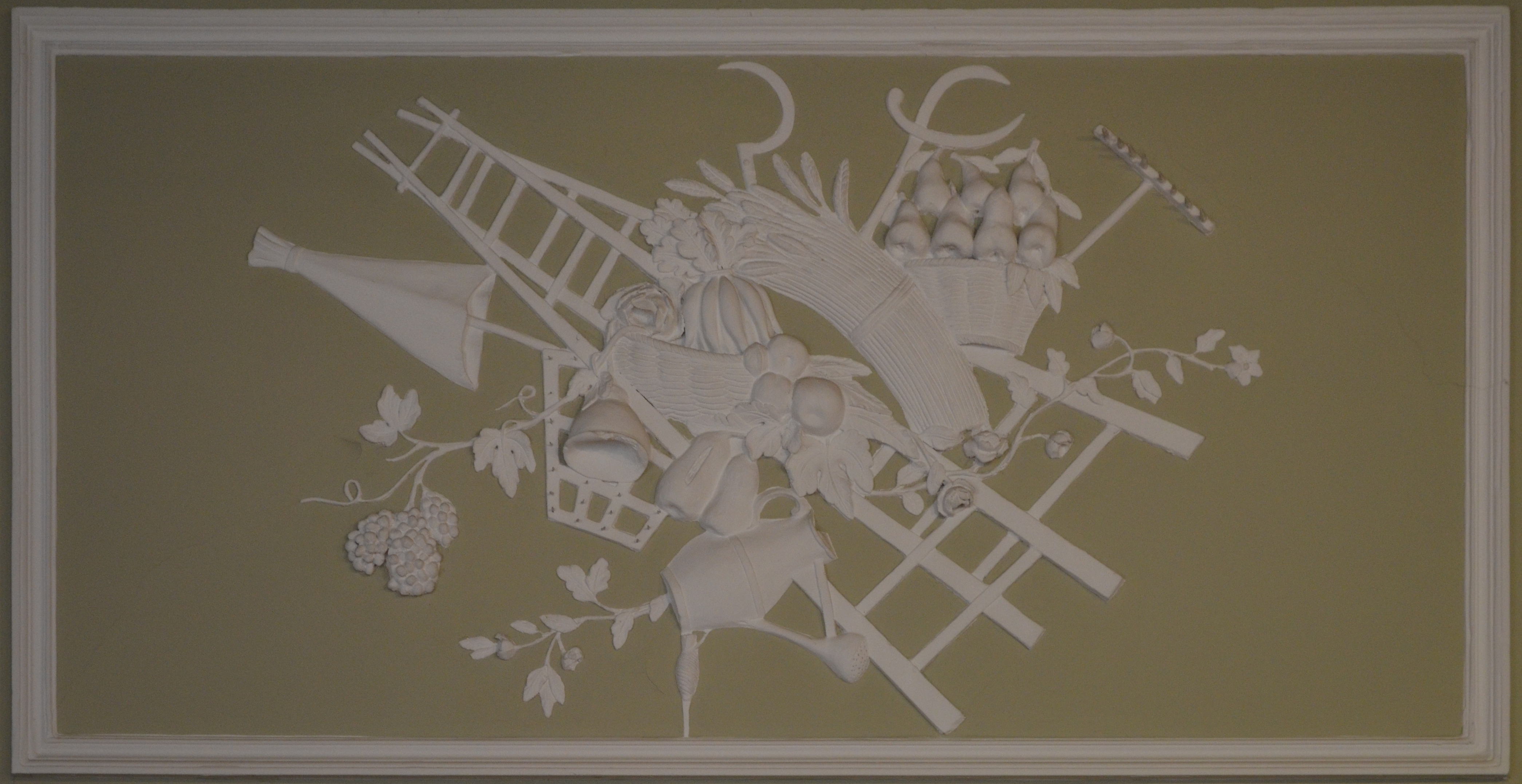
Stuc présentant l'automne.